# Líneas Aéreas Suramericanas
Líneas Aéreas Suramericanas, o LAS Cargo, era una compagnia aerea cargo con sede a Bogotà e con hub principale all'aeroporto internazionale El Dorado.

## Storia
La compagnia aerea ha iniziato le operazioni nel 1972 con il nome di AeroNorte, utilizzando velivoli Curtiss C46 mentre nel 1975 iniziò a trasportare merci sul territorio nazionale attraverso l'acquisto di un Douglas DC-6. Nel 1987, il vettore è stato rinominato in Líneas Aéreas Suramericanas ed ha iniziato ad operare verso gli Stati Uniti e Panama con l'acquisto di un Canadair CL-44 e di un Sud Aviation Caravelle.
Dal 1991 al 2008 l'aerolinea ha acquisito tre Boeing B727-100, due Boeing B727-200 e due Douglas DC-9.
Nel 2013 la compagnia aerea è diventata membro della IATA e nel 2014 ha aggiornato la sua immagine aziendale, che includeva un nuovo logo e un nuovo design per la sua flotta di aeromobili.

## Destinazioni
Al 2022, Líneas Aéreas Suramericanas opera voli cargo in diversi stati dell'America:
- Aruba
- Barbados
- Bolivia
- Colombia
- Costa Rica
- Cuba
- Curaçao
- Ecuador
- Guayana Francese
- Guadeloupe
- Haiti
- Martinique
- Messico
- Panama
- Paraguay
- Perù
- Repubblica Dominicana
- Stati Uniti
- Trinidad e Tobago
- Venezuela

## Flotta

### Flotta attuale

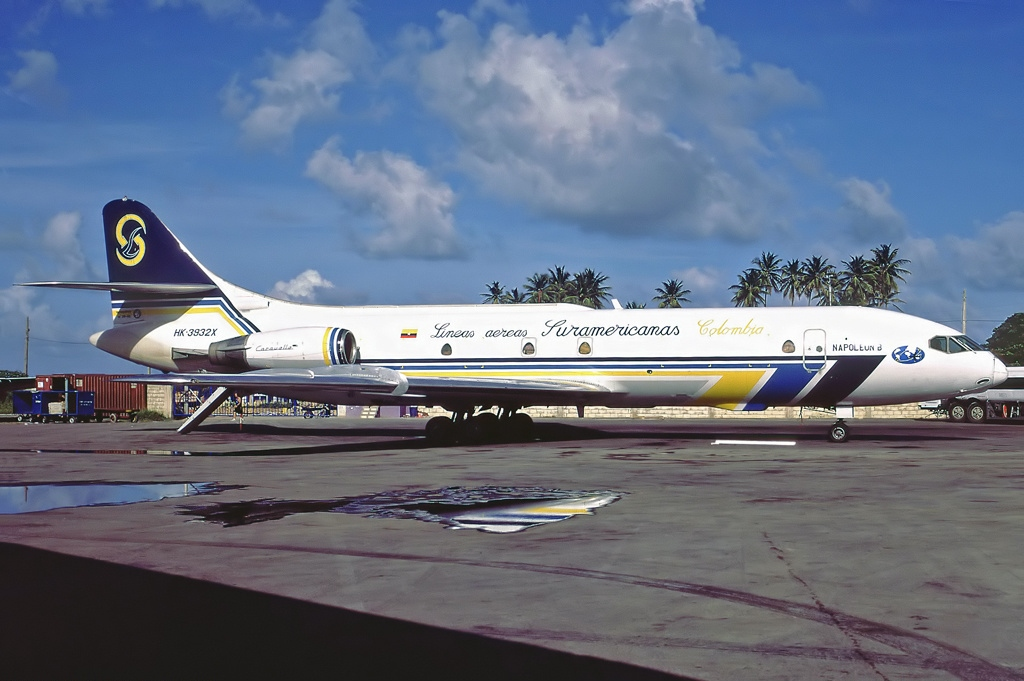
Un Sud Aviation Caravelle di Líneas Aéreas Suramericanas.

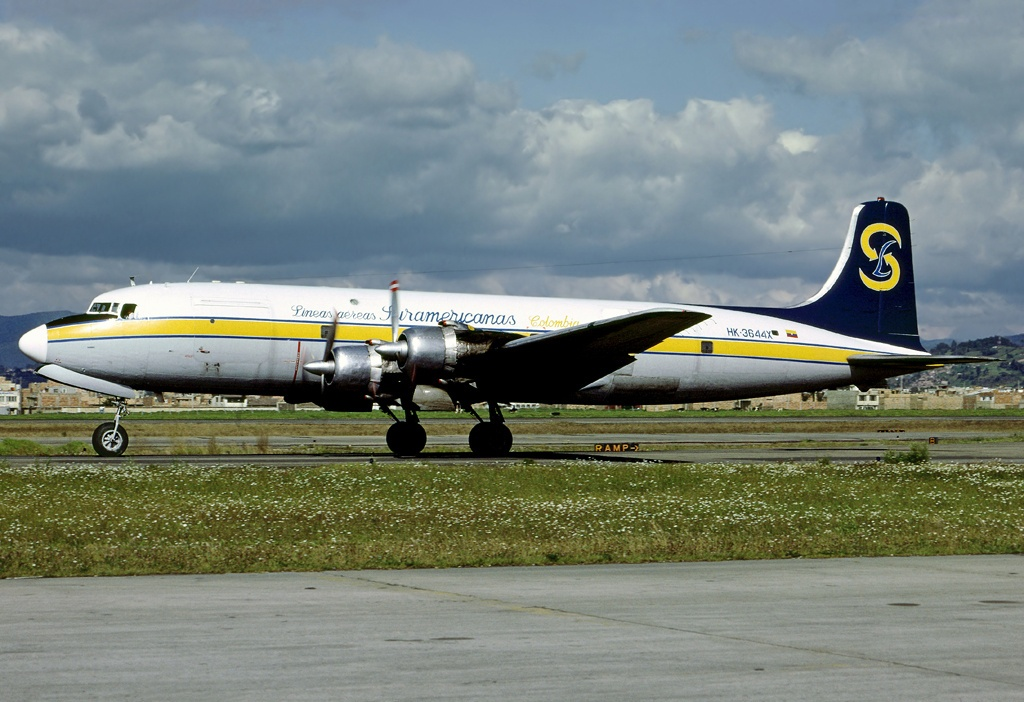
Un Douglas DC-6 di Líneas Aéreas Suramericanas.

A dicembre 2022 la flotta di Líneas Aéreas Suramericanas è così composta:

### Flotta storica
Líneas Aéreas Suramericanas operava in precedenza con i seguenti aeromobili:
- Canadair CL-44
- Curtiss C-46 Commando
- Douglas DC-3
- Douglas DC-4
- Douglas DC-6
- Douglas DC-9
- Sud Aviation Caravelle

## Incidenti
- Il 19 giugno 1986, un Douglas C-54D di marche HK-1808 e operante un volo cargo tra La Macarena e Mitú precipitò in avvicinamento alla destinazione. L'aereo trasportava un carico di 21 mucche e un indeterminato numero di maiali. Tutti i tre membri dell'equipaggio morirono.[7]
- Il 6 luglio 1988, un Canadair CL-44J, marche HK-3148X, precipitò durante l'avvicinamento a Miami mentre operava un volo cargo a causa di un incendio a bordo. In cinque sopravvissero.[8]
- L'11 gennaio 1991, il Curtiss C-46 con marche HK-2716 si schiantò su una collina durante un volo di posizionamento. L'aereo aveva subito danni al carrello di atterraggio, riparato prima della partenza. Le vittime furono otto.[9]
- Il 31 gennaio 2001, il Sud Aviation Caravelle con marche HK-3932X precipitò durante l'avvicinamento all'aeroporto Fabio Alberto León Bentley, Mitú, Colombia, a causa della perdita di consapevolezza situazionale dei piloti. Il Caravelle si schiantò su una montagna. Dei sei a bordo, tre persero la vita.[10]
- Il 18 dicembre 2003, il Douglas DC-9 con marche HK-4246X precipitò mentre era in rotta verso l'aeroporto Fabio Alberto León Bentley, Mitú, Colombia. Durante la discesa, una parte non specificata dell'aereo si staccò facendo perdere completamente il controllo ai piloti. Le vittime furono tre.[11]